# Железноводск (станция)
Железново́дск — железнодорожная станция Минераловодского региона Северо-Кавказской железной дороги, находящаяся в городе Железноводске Ставропольского края. Расположена на тупиковом 6-километровом однопутном участке Бештау — Железноводск.

## Описание
На станции один путь, рядом с которым расположен вокзал. Платформа низкая с высокой частью. Вокзал имеет статус памятника архитектуры.
Железнодорожная ветка Бештау — Железноводск имеет значительный уклон в сторону горы Бештау. Промежуточных остановочных пунктов в настоящее время не имеет. Ранее существовал остановочный пункт «4 км», однако сейчас это здание переоборудовано под частную гостиницу.
Во время обсуждения проекта Минераловодской ветви Владикавказской железной дороги предполагалось, что до Железноводска будет проложено колёсное шоссе. В конце 1888 г. петербургские инженеры Л. С. Путткамер и Ф. П. Попов предложили проект Минераловодской ветви железной дороги без устройства железнодорожного пути в сторону Железноводска. Их проект был признан экономически выгодным, однако из-за разногласий в условиях проекта был отклонён.
Проект дороги был утверждён императором Александром III 15 июня 1891 года. Строительство дороги было отложено до окончания работ на линии между Минеральными Водами и Кисловодском. Для доставки отдыхающих от станции Бештау до Железноводска было куплено несколько конных экипажей стоимостью 20000 рублей. 20 марта 1895 года было дано Высочайшее разрешение на начало строительства дороги. Весной 1896 года была закончена укладка рельсового полотна. Движение открыто 1 января 1897 года. 8 декабря 1897 года комиссия под председательством инженера В. Н. Волкова признала подъездной путь «отвечающим всем требованиям для безопасного движения».
С 30 апреля 1943 год возобновилось движение поездов по железнодорожной ветке Бештау-Железноводск.
10 июля 1944 года восстановлено бесперебойное железнодорожное сообщение между Минераловодской узловой станцией и курортными городами Кавминвод.
До сентября 2008 года был в ходу электропоезд сообщением Бештау — Железноводск. Со временем количество пар поездов стали сокращать, пока вовсе не закрыли. С 1 по 15 мая 2010 года пригородное движение восстанавливали. В начале 2013 года пригородное сообщение между станциями не производилось..
С 10 августа 2013 года организовано пассажирское движение от станции Железноводск до станции Бештау. Поезд следует без остановок. Время в пути 17 минут. Стоимость проезда (на 10 августа 2013 года) 15 рублей.
С 15 марта 2014 года движение отменено.
С 1 сентября 2019 года по выходным и праздничным дням запущены 2 пары электропоездов Кисловодск — Железноводск.
С 6 апреля по 11 июля 2020 года движение было приостановлено из-за ограничительных мер, связанных с коронавирусом.
C 12 июля 2025 года до окончания курортного сезона движение электропоездов до Железноводска переведено в ежедневный режим. Курсирует 4 пары пригородных электричек до Кисловодска. 
Станция была электрифицирована в 1936 году постоянным током напряжением 1,5 кВ, в 1956 году переведена на напряжение 3 кВ. В 2006 году участок Железноводск — Бештау вместе с участком Минеральные Воды — Кисловодск переведён на переменный ток напряжением 25 кВ (главный ход СКЖД электрифицирован на переменном токе).

## Изменения в пассажирском сообщении по станции
| № поезда    | Маршрут движения                         | Изменения                                            |
| ----------- | ---------------------------------------- | ---------------------------------------------------- |
| Пригородный | Железноводск — Кисловодск — Железноводск | Назначен с 01.09.2019 по выходным и праздничным дням |

## Иллюстрации

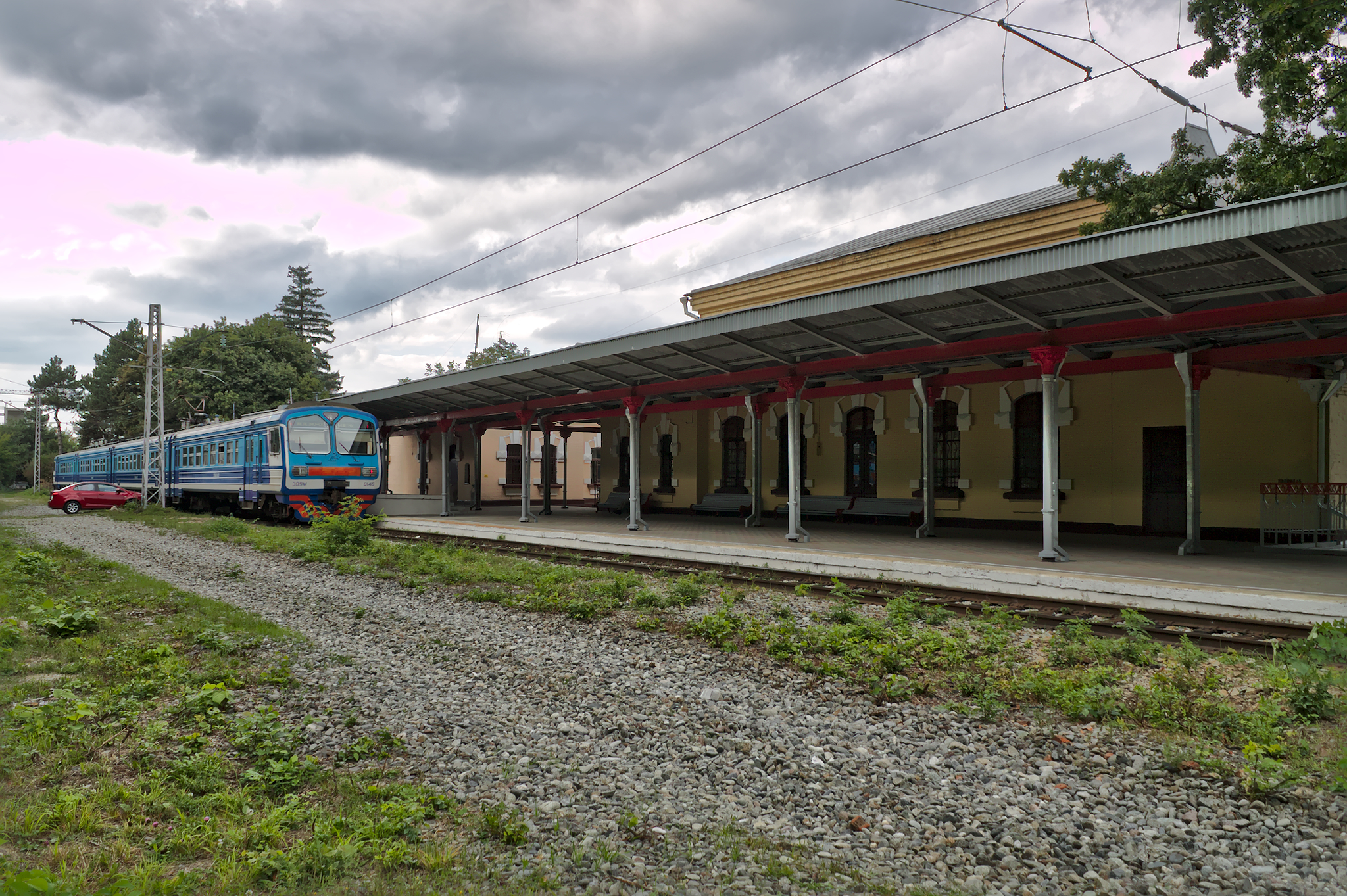
Перрон станции и электропоезд ЭД9М
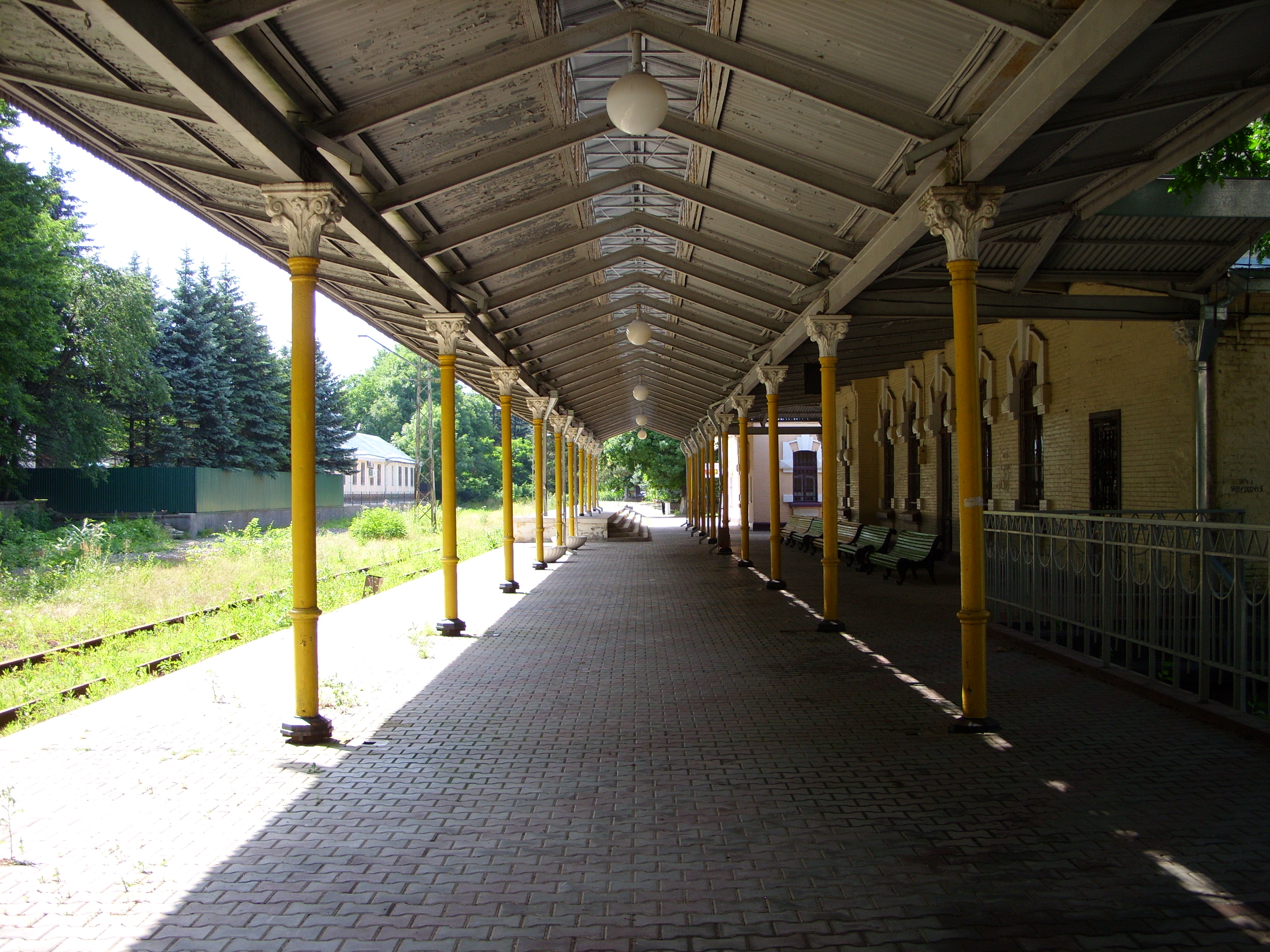
Перрон станции
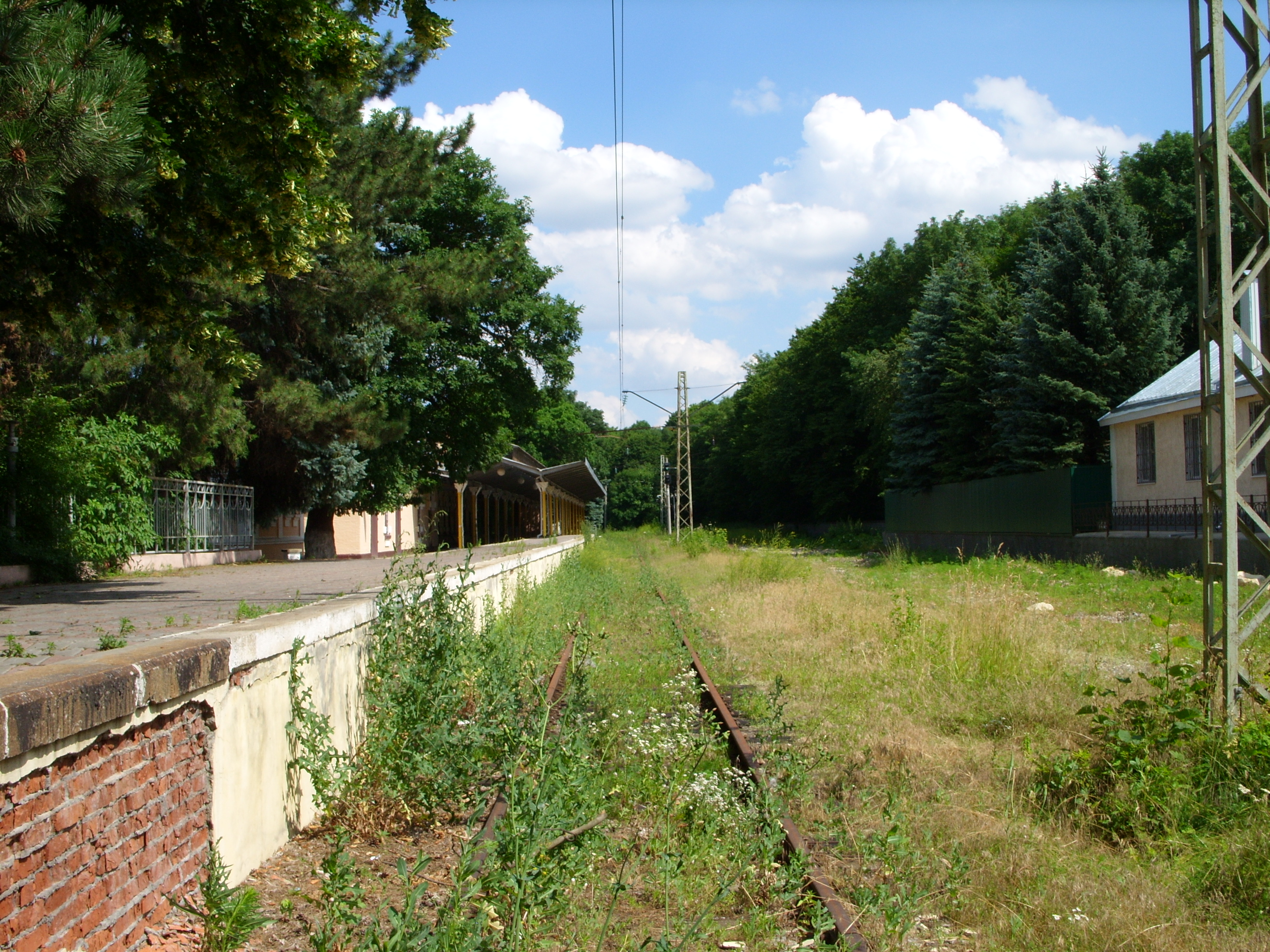
На станции. Путь
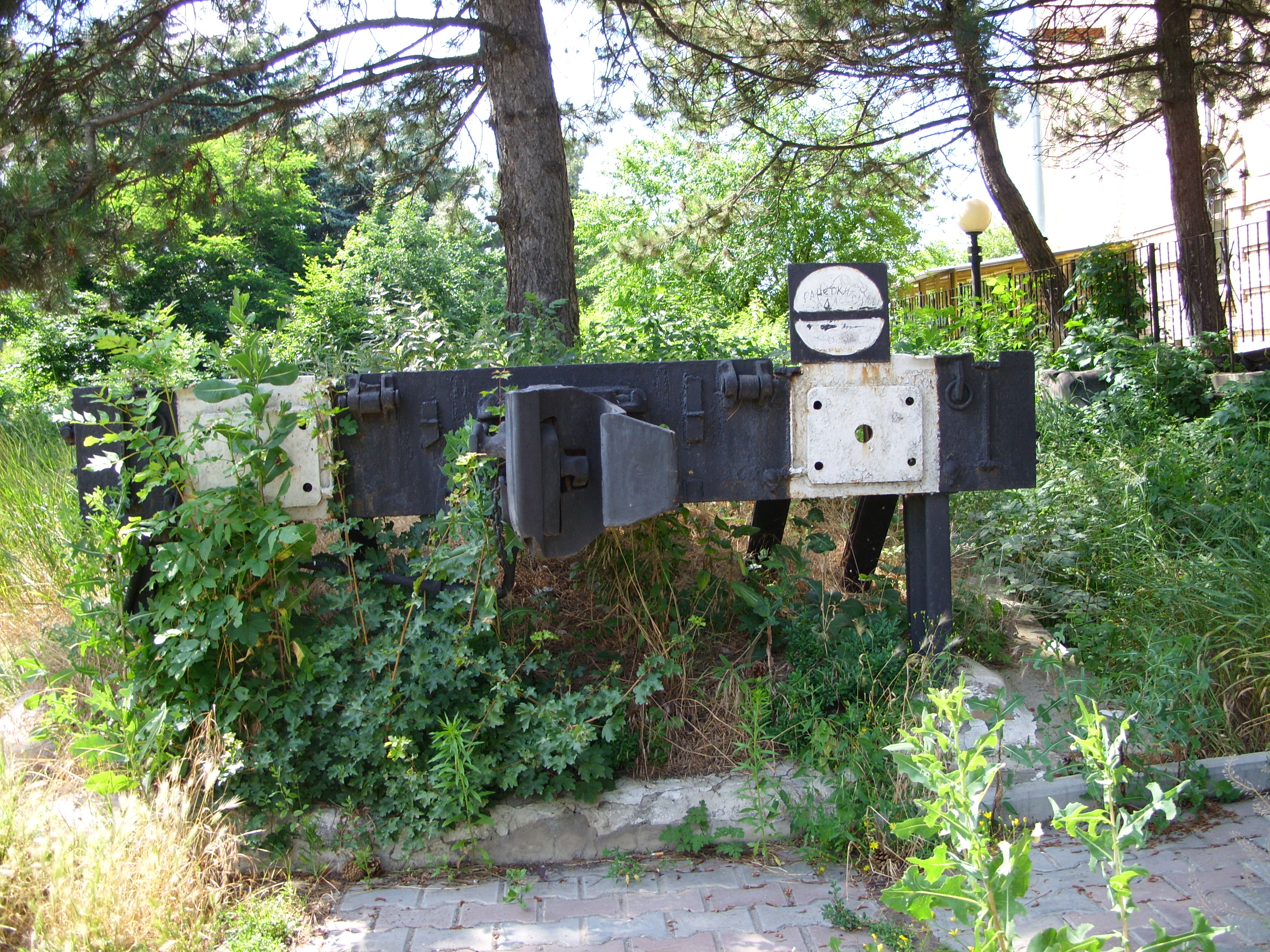
Тупик
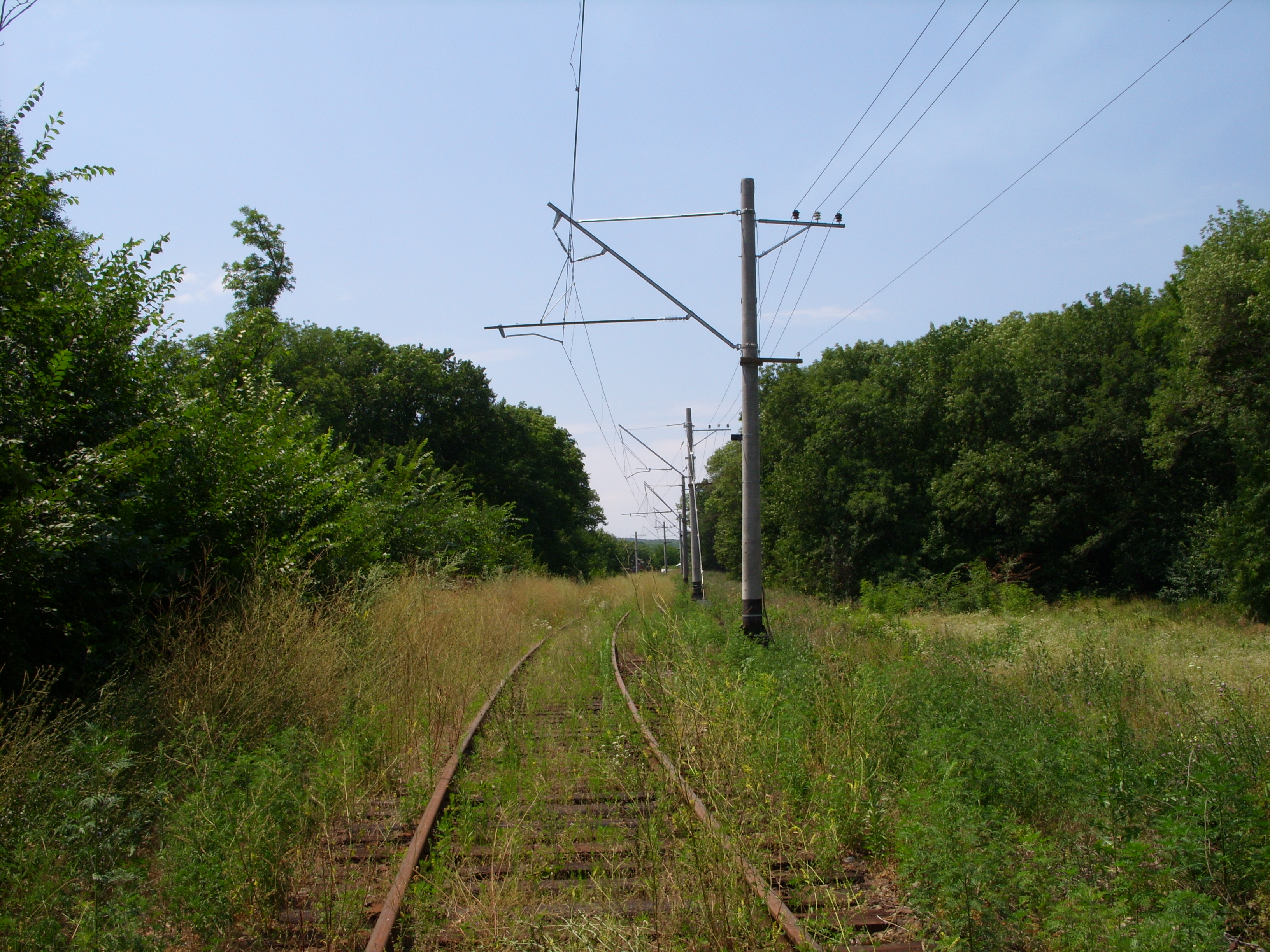
Ветка Бештау — Железноводск (2009)
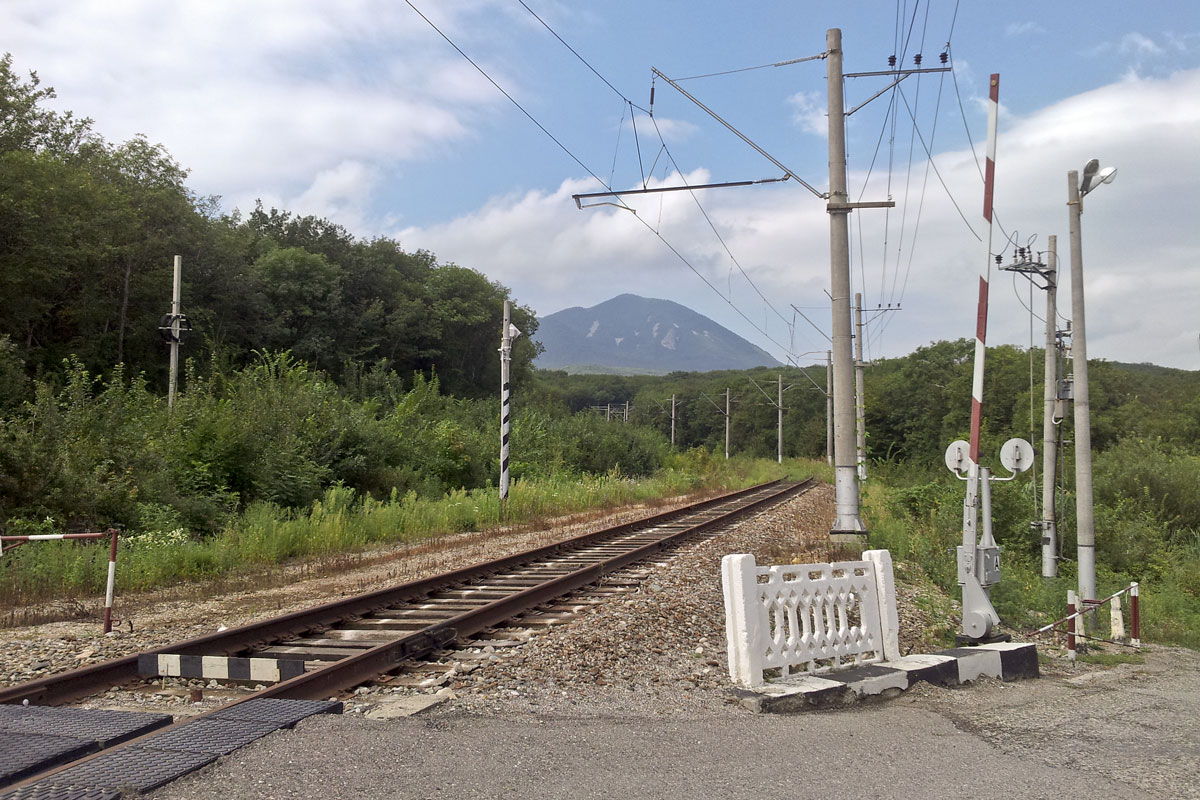
Железнодорожный переезд на ветке